# Паке, Жиль
Жиль Паке (фр. Gilles Paquet; 19 июля 1936 — 18 января 2019) — канадский экономист, эмерит-профессор Школы менеджмента Тельфера и Высшей школы общественных и международных отношений Оттавского университета, президент Королевского общества Канады в 2003—2005 годах.

## Биография
Жиль родился 19 июля 1936 года.
Учёба в Университете Лаваля в 1948—1960 годах, где получил степень бакалавра искусств (B.A.) и степень бакалавра философии (B.Phil.) в 1956 году, степень бакалавра социальных наук (B.Sc.Soc.) в 1958 году, магистерскую степень по экономике (M.A.) в 1960 году. Был удостоен докторской степени в Университете Куинс в Кингстоне в 1962 году, далее продолжил обучение в качестве пост-докторанта в Калифорнийском университете в 1973 году.
Свою преподавательскую деятельность начал лектором в 1963—1964 годах, ассистентом профессора в 1964—1967 годах, ассоциированным профессором в 1967—1973 годах, профессором в 1973—1981 годах в Карлтонском университете. Был заведующий кафедрой на экономическом факультете Карлтонского университета в 1969—1972 годах, деканом факультета аспирантуры и исследований Карлтонского университета в 1973—1979 годах.
Затем занял должность профессора бизнес-администрирования в 1981—2002 годах, декана факультета бизнес-администрирования в 1981—1988 годах, директора Центра по вопросам управления при Оттавском университете в 1997—2001 годах. В 2002 году подал в отставку, став эмерит-профессором Оттавского университета.
Жиль Паке скончался 18 января 2019 года.

## Награды
За свои достижения был неоднократно награждён:
- 1960—1961 — стипендия от провинции Квебек;
- 1961—1962 — стипендия Скелтона-Кларка;
- 1962—1963 — докторская стипендия от Канадского совета[англ.];
- 1972—1973 — постдокторская стипендия от Канадского совета;
- 1973 — премия «за лучшее преподавание» от OCUFA[англ.];
- 1976 — член Королевского общества Канады;
- 1982 — медаль Жак Руссо[англ.] от Канадско-французской ассоциации содействия развитию науки[англ.] (ACFAS);
- 1989 — почётный член Королевского общества поощрения искусств, промышленности и торговли;
- 1989 — медаль Ездра Минваля от Общества святого Иоанна Крестителя в Монреале;
- 1992 — памятная медаль к 125-й годовщине Конфедерации;
- 1992 — орден Канады;
- 1993 — премия Оттавского университета «за выдающиеся научные достижения»;
- 1996, 1997 — награда от факультета управления Оттавского университета «за совершенное преподавание и научные исследования»;
- 2002 — медаль Золотого юбилея королевы Елизаветы II;
- 2003—2005 — президент Королевского общества Канады[англ.];
- 2005 — почётный доктор (honoris causa) от университета Томпсон-Риверс;
- 2005 — почётный доктор (honoris causa) от университета Лаваля;
- 2006 — почётный доктор (honoris causa) от Королевского университета;
- 2006 — самый цитируемый госслужащий (PSC) 2006 года от Ассоциации профессиональных руководителей государственной службы Канады[англ.]
- 2007 — почётный член Ассоциации экономистов Квебека;
- 2012 — медаль Бриллиантового юбилея королевы Елизаветы II;
- 2015 — премия отличия в области образования от Колледжа корпоративных директоров при университете Лаваля;
- 2015 — почётный доктор (honoris causa) Карлтонского университета;
- 2015 — награда «за выдающиеся заслуги» от Канадской экономической ассоциации[англ.].